# Daniele Sottile
Daniele Sottile (né le 17 août 1979 à Milazzo) est un joueur italien de volley-ball. Il mesure 1,86 m et joue passeur. Il est international italien.

## Biographie
Il est le frère jumeau de Pasquale Sottile, également joueur de volley-ball.[réf. nécessaire]
Il débute en équipe nationale le 2 mai 2001 lors de France-Italie à Saint-Étienne (0-3). Il remporte la médaille de bronze lors des Championnats d'Europe 2015.

## Clubs
| Club              | De        | À         |
| ----------------- | --------- | --------- |
| Piemonte Volley   | 1996-1997 | 1999-2000 |
| Pallavolo Turin   | 2000-2001 | 2000-2001 |
| Gabeca Pallavolo  | 2001-2002 | 2001-2002 |
| Piemonte Volley   | 2002-2003 | 2003-2004 |
| Callipo Sport     | 2004-2005 | 2005-2006 |
| Pérouse Volley    | 2006-2007 | 2006-2007 |
| Blu Volley Vérone | 2007-2008 | 2009-2010 |
| Top Volley Latina | 2010-2011 | 2020-2021 |
| AS Volley Lube    | 2021-2022 | ...       |

## Palmarès
- Championnat du monde des moins de 19 ans (1)
  - Vainqueur : 1997
- Challenge Cup
  - Finaliste : 2014
- Coupe des Coupes puis Coupe de la CEV (2)
  - Vainqueur : 1997, 1998
  - Finaliste : 1999, 2013
- Supercoupe d'Europe (2)
  - Vainqueur : 1997, 1998
- Championnat d'Italie
  - Finaliste : 1998
- Coupe d'Italie (1)
  - Vainqueur : 1999
  - Finaliste : 1997, 1998, 2004, 2005
- Supercoupe d'Italie (3)
  - Vainqueur : 1997, 2000, 2003
  - Perdant : 1998, 2006